# 横田信孝
横田 信孝（よこた のぶたか、1963年〈昭和38年〉4月19日 - ）は、日本の総理府・総務官僚。

## 来歴
大阪府出身。灘高等学校を経て、1987年（昭和62年）、東京大学法学部を卒業。同年総理府に入庁。入庁後、行政管理局管理官、内閣官房内閣参事官（内閣官房副長官補付）、同行政改革推進室参事官、同行政改革推進本部事務局参事官、年金業務・社会保険庁監視等委員会事務室主任調査員、内閣官房内閣参事官（内閣総務官室）、同再就職審査準備室参事官、同行政改革推進室室員、同原子力安全規制組織等改革準備室参事官、行政管理局企画調整課長、内閣官房行政改革推進本部国家公務員制度改革事務局局員、総務省大臣官房秘書課長、同人事管理官、内閣官房内閣審議官（内閣官房副長官補付）、内閣府大臣官房審議官、内閣官房統計改革推進室長、総務省大臣官房審議官（大臣官房調整部門、統計局、統計基準、統計情報戦略推進担当） 、総務省統計改革実行推進室次長などを歴任。
2018年（平成30年）7月20日、総務省大臣官房政策立案総括審議官に就任。
2019年（令和元年）7月5日、総務省政策統括官（統計基準、恩給担当）兼同統計改革実行推進室長兼内閣官房内閣審議官（内閣官房副長官補付）兼同統計改革推進室室員に就任。
2020年（令和2年）7月20日、行政管理局長に就任。
2021年（令和3年）7月1日、内閣官房内閣人事局人事政策統括官に就任。
2023年（令和5年）7月7日、内閣官房内閣審議官（内閣官房副長官補付）兼同行政改革推進本部事務局長に就任。
2024年（令和6年）7月5日、総務審議官に就任。2025年（令和7年）7月1日、辞職。

#### リスト
1. ↑  [11][12][13][14][15][16][17][18][19][20][21][22][23]